# 犬ぞりレース

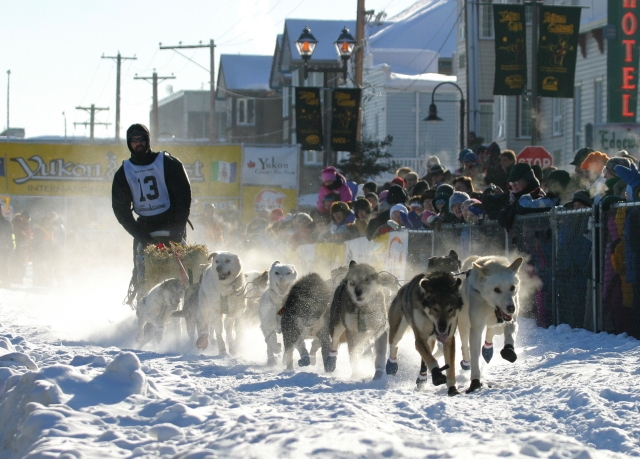
1600kmを超える距離を競うユーコン・クエスト（2005年、ユーコン）

犬ぞりレース（いぬぞりレース、英: dogsled racing）は犬にそりをひかせて走るドッグレース。北アメリカやロシア、ヨーロッパなどの北極地方で人気のあるウィンタースポーツの一つであり、レースでは犬1頭を運べるスペースのあるそりにマッシャーが立って乗り、規定コースを数日から数週間かけて犬にひかせ、移動タイムを競う。
1932年にレークプラシッドで開かれた冬季オリンピックではデモンストレーション競技となり、1952年オスロオリンピックと1994年リレハンメルオリンピックでも公式競技ではないものの実施されている。

## 歴史

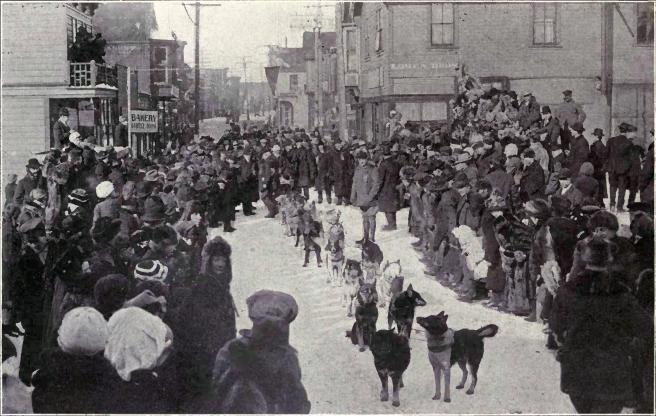
チームのスタート前の様子（1915年、アラスカ）

犬ぞりはトナカイを使役していないような北アジアや北極地方の狩猟民にとって移動手段として欠かせないものであった。実生活のなかで実用と一体となったレースも行われ、レクリエーションとしてのレースは19世紀半ばから後半に発生した。ユーコンやアラスカにおけるゴールドラッシュにともない世界的に注目を集め始め、1920年代に入ると帰還した金鉱労働者たちによってもたらされた犬ぞりレースは非常に人気となった。1920年代から30年代にかけて犬ぞりレースは全盛期を迎え、その人気はこのスポーツの発展に寄与した。スノーモービルなどの新しい移動手段が普及することにより、犬ぞりレースはより近代スポーツとしての体裁を整えるようになった。

## レース
距離や地形によって犬の数は異なるが、マッシャー（犬ぞり使い）とマッシャーが操るハーネスをつけたそり犬を1チームとして、定められたスタートとゴール地点の移動タイムを競う。数 km の比較的短距離なスプリントレースから 1000 km を超える長距離レースまでさまざまな距離のレースがあり、競技は数日から数週間に及ぶ。
代表的なレースに、アメリカアラスカ州のアンカレッジから西端のノームまでを競うアイディタロッドや、アンカレッジの北のフェアバンクスとカナダのホワイトホースとの間で競われるユーコン・クエストなどがある。

## 主な選手
- 今野道博
- 舟津圭三